# The Bowerman
The Bowerman est un prix annuel d'athlétisme, qui est la plus haute distinction décernée au meilleur étudiant-athlète de l'année en athlétisme universitaire américain. Il porte le nom de l'entraîneur d'athlétisme et de cross-country de l' Oregon Bill Bowerman, et est administré par l'Association des entraîneurs d'athlétisme et de cross-country des États-Unis (USTFCCCA).
Les lauréats du prix sont annoncés lors d'une cérémonie à la mi-décembre organisée conjointement avec la convention annuelle de l'USTFCCA.

## Liste des lauréats
| An   | Gagnant masculin                | Gagnant féminin                      | Réf.   |
| ---- | ------------------------------- | ------------------------------------ | ------ |
| 2009 | Galen Rupp , Orégon             | Jenny Barringer , Colorado           | [ 2 ]  |
| 2010 | Ashton Eaton , Orégon           | Queen Harrison , Virginie Tech       | [ 3 ]  |
| 2011 | Ngoni Makusha , État de Floride | Jessica Beard , Texas A&M            | [ 4 ]  |
| 2012 | Cam Levins , Sud de l'Utah      | Kimberlyn Duncan , État de Louisiane | [ 5 ]  |
| 2013 | Derek Drouin , Indiana          | Brianna Rollins , Clemson            | [ 6 ]  |
| 2014 | Deon Lendore , Texas A&M        | Laura Roesler , Orégon               | [ 7 ]  |
| 2015 | Marquis Dendy , Floride         | Jenna Prandini , Orégon              | [ 8 ]  |
| 2016 | Jarrion Lawson , Arkansas       | Courtney Okolo , Texas               | [ 9 ]  |
| 2017 | Christian Coleman , Tennessee   | Raevyn Rogers , Orégon               | [ 10 ] |
| 2018 | Michael Norman , USC            | Keturah Orji , Géorgie               | [ 11 ] |
| 2019 | Grant Holloway , Floride        | Sha'Carri Richardson , LSU           | [ 12 ] |